# デニソワ人

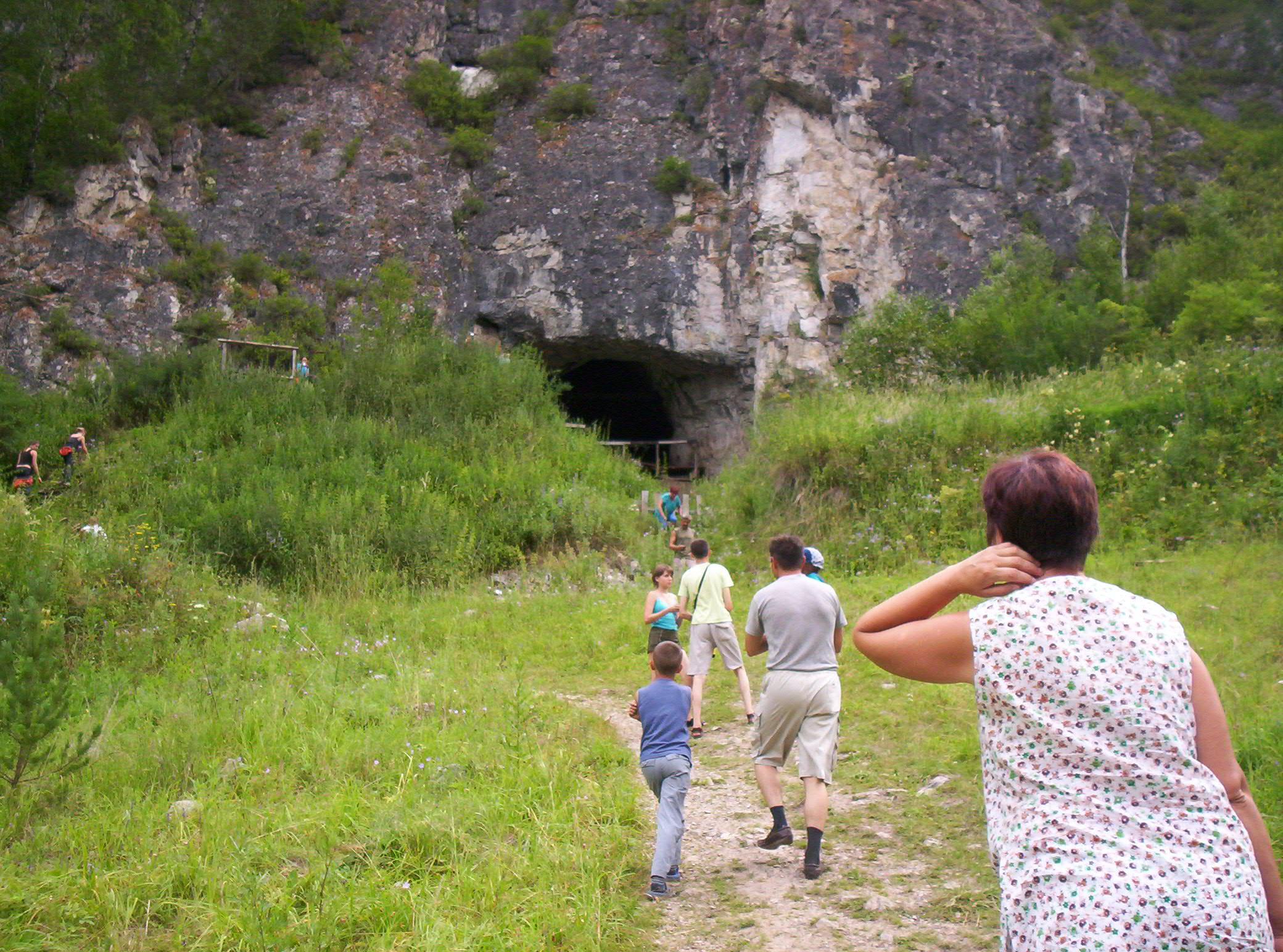
デニソワ人「X woman」が発見されたデニソワ洞窟

デニソワ人（デニソワじん、Denisova hominin）は、前期・中期旧石器時代にアジア全域に分布していたと考えられる旧人類の絶滅種、または亜種である。デニソワ人の遺骨自体の出土は少ないが、現生人類との混血がDNAの証拠から判明することが多い。正式な種名は、より完全な化石が発見されるまでは確立されない。
2008年にアルタイ山脈のシベリア・デニソワ洞窟から出土した女性の指の骨から抽出したミトコンドリアDNA（mtDNA）に基づいて、2010年にスウェーデン出身のスバンテ・ペーボ博士らにってデニソワ人の個体が初めて特定された。核DNAからはネアンデルタール人との近親性が示されている。この洞窟には定期的にネアンデルタール人も住んでいたが、ネアンデルタール人とデニソワ人が同居したことがあるかどうかは不明である。デニソワ洞窟の標本は、その後、チベット高原にある白石崖溶洞（バイシヤ・カルスト洞窟）の標本と同様に、追加で同定された。DNAの証拠から、彼らは黒い肌、目、髪を持ち、ネアンデルタール人のような体格と顔立ちをしていたことがわかった。しかし、彼らはより大きな大臼歯を持っており、中期更新世から後期更新世にかけての古人やアウストラロピテクスを思わせる。
デニソワ人は現代人と交配したとされ、その割合はメラネシア人、オーストラリアのアボリジニ、フィリピンのネグリトに最も多く（およそ5％）見られる。この分布は、ユーラシア、フィリピン、ニューギニア、オーストラリアにデニソワ人の集団がいたことを示唆しているが、これは未確認である。日本人のゲノムの1%がデニソワ人由来との研究もある。現代人への遺伝子移入はニューギニアで3万年前（5万年前とする説も）に起こった可能性があり、もしそれが正しければ、この集団は14,500年前まで存続していたことになるかもしれない。また、アルタイに住むネアンデルタール人との交雑の証拠もあり、デニソワ洞窟のデニソワ人ゲノムの約17％は彼らに由来するものである。デニソワ人の父とネアンデルタール人の母を持つ「デニー」というニックネームの一代雑種が発見された。さらに、デニソワ人のゲノムの4％は、100万年以上前に現代人と分岐した未知の古人種に由来するものである。

## 発見史
2008年にロシアの西シベリアのアルタイ山脈にあるデニソワ洞窟で子供の骨の断片が発見され、放射性炭素年代測定により約4万1千年前のものと推定された。また、同じ場所で、大人の巨大な臼歯も発見されている。
2010年3月25日付のイギリスの科学雑誌『ネイチャー』において、マックス・プランク進化人類学研究所の研究チームは、発見された骨のミトコンドリアDNAの解析結果から、デニソワ人は100万年ほど前に現生人類から分岐した、未知の新系統の人類だったと発表した。DNAのみに基づいて新種の人類が発見されたのは、科学史上初めての事である。
2015年には、台湾で化石人骨が発見されたが、顎と顎についた歯が現代人より頑丈であったため、北京原人、ジャワ原人、フローレンス原人に次ぐ第4の原人ではないかという説も出る（2025年の日本他の国際研究チームからは否定される）。
2019年、既に1980年にチベットで見つかっていた下顎の化石について、たんぱく質分析からデニソワ人とされた。なお、同年4月11日付で学術誌『Cell』に発表された論文によると、デニソワ人には独立した3つのグループが存在し、このグループの内の1つは、ネアンデルタール人とデニソワ人との違いと同じぐらいに、他の2グループのデニソワ人と異なっていることが示唆されている。
現代人へのDNA混雑の痕跡はアジア南東部で広く見られたが、化石は気候が大きく異なるアジア北部シベリアとチベットで見つかっただけであった。しかし、2025年4月10日付のアメリカの科学雑誌『サイエンス』電子版において、台湾の澎湖諸島沖合で2015年に漁船の底引き網にひっかかった台湾最古とされる人類化石が、骨のたんぱく質配列などを分析した結果、デニソワ人の男性だったと、日本と台湾、デンマークの国際共同研究チームが発表した。このことからアジアに広く分布していた可能性が出てきている。

### 名称
上述の通り、化石資料の不足から正式な種名については確立されていないが、一部の研究者からはホモ・デニソワ(H. denisova)やホモ・アルタイエンシス(H. altaiensis)などの学名が提案されている。

## 他の人類との遺伝的関係
2010年12月23日、マックス・プランク進化人類学研究所などの国際研究チームにより『ネイチャー』に論文が掲載された。見つかった骨の一部は5 - 7歳の少女の小指の骨であり、細胞核のDNAの解析の結果、デニソワ人はネアンデルタール人と近縁なグループで、80万4千年前に現生人類であるホモ・サピエンスとの共通祖先からネアンデルタール人・デニソワ人の共通祖先が分岐し、さらに64万年前に両者が分岐したと推定された。デニソワ洞窟は、ネアンデルタール人化石発見地のうち最も近いイラク北部シャニダール遺跡から、約4000 kmの距離を隔てている。メラネシア人のゲノムの4-6%がデニソワ人固有のものと一致することから、現在のメラネシア人にデニソワ人の遺伝情報の一部が伝えられている可能性が高いことが判明した。この他、中国南部の住人の遺伝子構造の約1%が、デニソワ人由来という研究発表も、スウェーデンのウプサラ大学の研究チームより出されている。ネアンデルタール人と分岐した年数も、35万年ほど前との説も浮上している。ジョージ・ワシントン大学の古人類学者のブライアン・リッチモンドは、デニソワ洞窟で見つかった巨大臼歯からデニソワ人の体格はネアンデルタール人と同じか、それよりも大きいとみている。
ネアンデルタール人やデニソワ人はその後絶滅してしまったが、アフリカ土着のネグロイドを除く現在の現生人類遺伝子のうち数%はネアンデルタール人由来である。中東での現生人類祖先とネアンデルタール人との交雑を示す研究成果は2010年5月に発表されているが、2010年12月にアジア内陸部におけるデニソワ人と現生人類祖先は交雑したとする研究結果が出たことから、この結果が正しければ、過去には異種の人類祖先同士の交雑・共存は通常のことだった可能性が出てきた。
なお、また現生人類祖先はデニソワ人と東南アジアでも交雑したとの説もある。高地に移住したグループはチベット人となったともされる。
発見された化石が少ないことから、現生人類との関連などは今後の研究により変更される可能性もある。デニソワ人の体格などの外形、生活様式、人口などはこれからの研究が待たれる点である。ただ、巨大臼歯からはがっしりした顎を持っていたことが推定されている。
2018年8月22日、古遺伝学者のビビアン・スロンは2012年にロシアで発見された10代の少女の化石が母がネアンデルタール人、父がデニソワ人であったと科学誌「ネイチャー」で発表した。
2019年9月、ヘブライ大学やスタンフォード大学で研究をしているデビッド・ゴクマンにより、DNAのメチル化を調べて骨格に関する32の特徴を抽出し、デニソワ人の骨格を提案するという研究結果が発表された。この研究によると、デニソワ人の外見は、狭い額やがっしりした顎などを持ち、ネアンデルタール人によく似た特徴を持っていた可能性がある。一方、頭頂骨の幅が広いなど、ネアンデルタール人とも異なる特徴も、見て取れるという。